# BM-21
Il BM-21, anche conosciuto come Grad (БМ-21 "Град"="grandine"), è un lanciarazzi introdotto nelle forze armate sovietiche nel 1961.

## Caratteristiche
La sua dotazione di quaranta razzi per veicolo lo ha reso un sistema effettivamente capace di un fuoco di saturazione micidiale anche a lunga distanza, compatibile con la relativa imprecisione dell'arma.
Paragonato al BM-13, il BM-21 è molto più preciso, ha una gittata 2,5 volte maggiore, può disporre di una testata più potente, ha un numero di armi per veicolo 2,5 superiore e protette da tubi metallici. La sua complessiva leggerezza e semplicità ne rende possibile la sistemazione su qualunque autocarro 6x6; esso può lanciare entro i 20,5 km 790 kg di testate in meno di 30 secondi, con un effetto distruttivo e di shock assolutamente micidiale. Dato questo tipo di artiglieria semovente a basso costo, le batterie di cannoni ed obici tradizionali hanno subito un duro colpo. Non è stato più possibile per la maggior parte di esse sparare da fuori tiro dei lanciarazzi multipli, né aprire il fuoco in pochi minuti e poi rapidamente ripiegare in un'altra posizione. Anche se il Grad ha bisogno di circa 10 minuti con 5 inservienti per essere ricaricato, la potenza che può scatenare in 30 secondi è paragonabile a quanto un'artiglieria convenzionale può fare nel suo tempo di ricarica. Detto in altri termini, sebbene il volume di fuoco sia paragonabile se misurato in media su tempi lunghi, la concentrazione di fuoco di cui è capace tale MRL (Multiple Rocket Launcher) è tale da causare una distruzione pressoché certa per una batteria propriamente inquadrata (e senza vento laterale ad alta quota, che rende imprecisi i tiri dei razzi), con un effetto paragonabile a quello di una mitragliera contraerea. Così, una batteria di artiglieria trainata non ha più quei minuti in cui poteva dileguarsi prima che un numero di granate sufficiente gli venisse sparato addosso, e persino i semoventi tipo l'M109 devono essere estremamente veloci nelle loro azioni, necessariamente brevi. Per contro, i BM-21 possono lanciare il loro carico di armi in pochi secondi, e dileguarsi quasi sempre prima dell'arrivo del fuoco di controbatteria (almeno 3 minuti). Da questo si può ben capire quanto letale fosse il Grad; questa pericolosità aumentava con munizioni chimiche come quelle nebbiogene-incendiarie e le testate con aggressivi agenti chimici, per le quali l'MRL (lanciarazzi multiplo) è in generale un vettore ideale, in quanto la concentrazione che può essere raggiunta in tempi brevissimi risulta essere assolutamente letale.
Il suo successo ha causato il diffondersi di numerosissime sue copie cinesi, romene, tedesche, italiane (il FIROS è un'arma da 122 mm x 40 colpi) ed egiziane (SAKR). Molte le versioni dei razzi aggiornati proposte nel tempo, incluse quelle con testate EFP, terribili ordigni autoforgianti anticarro, che consistono in una carica cava che 'modella' un disco di rame, sparandolo ad altissima velocità sul tetto dei veicoli (lo scoppio avviene in aria, con un sensore termico).

## Impiego operativo
Il BM-21 è stato usato per la prima volta in combattimento nel marzo 1969 nell'ambito del conflitto di frontiera cino-sovietico.
L'esercito ceco, per decisione del governo della Repubblica Ceca, durante l'Invasione russa dell'Ucraina ha fornito diversi sistemi BM-21 Grad alle forze terrestri ucraine

## Utilizzatori
Rep. Ceca
- Pozemní síly Armády České republiky

Circa 40 lanciarazzi campali Grad da 122 mm forniti all'Ucraina
 Polonia
- Wojska Lądowe

100 in servizio in fase di sostituzione con gli M142 Himars. Circa una 50ina sono stati donati all'Ucraina durante l'Invasione russa dell'Ucraina del 2022.
 Ucraina
- forze terrestri ucraine

Al 2022 risultavano in servizio 185 lanciarazzi campali Grad. Ha ricevuto dalla Repubblica Ceca circa 40 lanciarazzi Grad
 Venezuela
- Ejército Nacional de la República Bolivariana de Venezuela

24 esemplari consegnati tra il 2011 ed il 2013 ed in servizio al settembre 2018.